# Ливонт, Александр Шлёмович
Александр (Шая) Шлёмович Ливонт (лит. Aleksandras Livontas — Александрас Ливонтас; 20 ноября 1920, Харьков — 12 ноября 1974, Вильнюс, Литва) — литовский советский скрипач, педагог. Народный артист Литовской ССР (1970).

## Биография
С 1930 года жил и учился в Одессе у Петра Столярского. В 1942—1945 годах работал в Москве в симфоническом оркестре. С 1945 года связал свою жизнь с Литвой. В 1945—1948 годах — концертмейстер оркестра Литовского театра оперы и балета. С 1948 года и до конца жизни преподавал в Литовской консерватории, с 1955 года — доцент. Среди его учеников, в частности, Саулюс Сондецкис. Много гастролировал за границей. Первый исполнитель произведений литовских композиторов.
Умер в артистической после концерта.

## Награды
- 1954 — Орден «Знак Почёта»[1]
- 1970 — Народный артист Литовской ССР